# ガルツィリアーナ
ガルツィリアーナ（伊: Garzigliana）は、イタリア共和国ピエモンテ州トリノ県にある、人口約500人の基礎自治体（コムーネ）。

## 地理

### 位置・広がり

#### 隣接コムーネ
隣接するコムーネは以下の通り。
- ブリケラージオ
- カヴール
- マチェッロ
- オザスコ
- ピネローロ

## 行政

### 分離集落
ガルツィリアーナには、以下の分離集落（フラツィオーネ）がある。
- Alberetti, Baite, Case Nuove, Conti, Montebruno, San Martino, Santa Marta